# Habighorst
Habighorst è una frazione del comune tedesco di Eschede.

## Storia
Il comune di Habighorst fu soppresso e aggregato al comune di Eschede il 1º gennaio 2014.